# Герб Майотти
Герб Майотти — герб заморського департаменту (з 31 березня 2011 року) Франції, розташований в Мозамбіцькій протоці, в західній частині Індійського океану, між північним Мозамбіком і північним Мадагаскаром.

## Опис
Кольори герба повторюють кольори національного прапора Франції. Півмісяць символізує те, що 97 % жителів острова є мусульманами — сунітами. Квітки іланг-іланг у використовуються для виробництва ефірної олії, яку застосовують як компонент парфумерних композицій та віддушок для косметичних виробів. Під вирощування іланг-ілангу на острові зайнято 9 % оброблюваних земель, виробництво ефірної олії становить 25 % місцевого експорту (або 50 %, якщо виключити реекспорт), у зв'язку з чим Майотту називають «парфумерний островом».
Вищерблений поділ означає кораловий риф, який утворює лагуну Майотти — найбільшу закриту лагуну в світі. Морські коники своїми обрисами нагадують форму найбільшого острова — Гранд-Тер. Девіз «Ra Hachiri» у перекладі з махорского діалекту  мови суахілі означає «Ми пильні»